# Кастильехо, Саму
Самуэль Кастильехо Асуага (исп. Samuel "Bravo Samu" Castillejo Azuaga; род. 18 января 1995[…], Малага, Андалусия) — испанский футболист, вингер клуба «Джохор Дарул Тазим».

## Клубная карьера
Кастильехо — воспитанник футбольной академии клуба «Малага» из своего родного города. Летом 2014 года после очередного массового исхода футболистов, связанного с политикой руководства команды, был включён в заявку на сезон. 30 августа в матче против «Валенсии» он дебютировал в Ла Лиге, заменив во втором тайме Хуанми. Зимой того же года появилась информация о заинтересованности в Кастельехо со стороны «Атлетико Мадрид». 2 февраля 2015 года в поединке против «Валенсии» Саму забил свой первый гол.
В июле 2015 года Кастильехо вместе со своим партнёром по «Малаге» Самуэлем перешёл в «Вильярреал», подписал 5-летний контракт. 23 августа в матче против «Бетиса» он дебютировал за новую команду. 28 февраля 2016 года в поединке против «Леванте» Саму забил первый гол за «Вильярреал». 14 апреля в матче Лиги Европы против пражской «Спарты» он забил гол. 
В августе 2018 года Кастильехо стал игроком итальянского «Милана». 31 августа в матче против «Ромы» он дебютировал в итальянской Серии A, заменив во втором тайме Хакана Чалханоглу. 30 сентября в поединке против «Сассуоло» Саму забил свой первый гол за «Милан». В 2020 году матчах Лиги Европы против французского «Лилля» и шотландского «Селтика» он забил по голу. 
12 июля 2022 года Кастильехо подписал контракт с «Валенсией» на 3 года. 14 августа в матче против «Жироны» он дебютировал за новую команду. 4 сентября в поединке против «Хетафе» Саму забил свой первый гол за «Валенсию». В 2023 году Кастильехо на правах аренды перешёл в «Сассуоло». 17 сентября в матче против «Фрозиноне» он дебютировал за новую команду. По окончании аренды Саму вернулся в «Валенсию». 30 августа 2024 года клуб уволил игрока после того, как не удалось достичь взаимного соглашения о расторжении контракта. 
27 февраля 2025 года на правах свободного агента перешёл в малазийский «Джохор Дарул Тазим». 

## Клубная статистика
| Команда               | Сезон                 | Чемпионат             | Чемпионат | Чемпионат | Национальный кубок | Национальный кубок | Национальный кубок | Континентальные кубки | Континентальные кубки | Континентальные кубки | Другие соревнования | Другие соревнования | Другие соревнования | Всего | Всего |
| Команда               | Сезон                 | Лига                  | Игры      | Голы      | Лига               | Игры               | Голы               | Лига                  | Игры                  | Голы                  | Лига                | Игры                | Голы                | Игры  | Голы  |
| --------------------- | --------------------- | --------------------- | --------- | --------- | ------------------ | ------------------ | ------------------ | --------------------- | --------------------- | --------------------- | ------------------- | ------------------- | ------------------- | ----- | ----- |
| «Малага»              | 2013-14               | La Liga               | —         | —         | —                  | —                  | —                  | —                     | —                     | —                     | —                   | —                   | —                   | —     | —     |
| «Малага»              | 2014-15               | La Liga               | 34        | 1         | КИ                 | 5                  | 0                  | —                     | —                     | —                     | —                   | —                   | —                   | 39    | 1     |
| Всего за «Малагу»     | Всего за «Малагу»     | Всего за «Малагу»     | 34        | 1         |                    | 5                  | 0                  | —                     | —                     | —                     | —                   | —                   | —                   | 39    | 1     |
| «Вильярреал»          | 2015-16               | La Liga               | 28        | 1         | КИ                 | 4                  | 0                  | ЛЕ                    | 13                    | 1                     | —                   | —                   | —                   | 45    | 2     |
| «Вильярреал»          | 2016-17               | La Liga               | 33        | 2         | КИ                 | 3                  | 1                  | ЛЕ                    | 8                     | 0                     | —                   | —                   | —                   | 44    | 3     |
| «Вильярреал»          | 2017-18               | La Liga               | 30        | 6         | КИ                 | 3                  | 0                  | ЛЕ                    | 5                     | 0                     | —                   | —                   | —                   | 38    | 6     |
| Всего за «Вильярреал» | Всего за «Вильярреал» | Всего за «Вильярреал» | 91        | 9         |                    | 10                 | 1                  |                       | 26                    | 1                     |                     | —                   | —                   | 127   | 11    |
| «Милан»               | 2018-19               | Serie A               | 31        | 4         | КИ                 | 4                  | 0                  | ЛЕ                    | 4                     | 0                     | —                   | 1                   | 0                   | 40    | 4     |
| «Милан»               | 2019-20               | Serie A               | 22        | 2         | КИ                 | 3                  | 1                  | —                     | 0                     | 0                     | —                   | 0                   | 0                   | 25    | 3     |
| «Милан»               | 2020-21               | Serie A               | 28        | 1         | КИ                 | 2                  | 0                  | ЛЕ                    | 13                    | 2                     | —                   | 0                   | 0                   | 43    | 3     |
| «Милан»               | 2021-22               | Serie A               | 1         | 0         | КИ                 | 0                  | 0                  | ЛЧ                    | 0                     | 0                     | —                   | 0                   | 0                   | 1     | 0     |
| Всего за «Милан»      | Всего за «Милан»      | Всего за «Милан»      | 82        | 7         |                    | 9                  | 1                  |                       | 17                    | 2                     |                     | 1                   | 0                   | 109   | 10    |
| Всего за карьеру      | Всего за карьеру      | Всего за карьеру      | 207       | 17        |                    | 24                 | 2                  |                       | 43                    | 3                     |                     | 1                   | 0                   | 275   | 22    |